# The St. Regis Toronto
The St. Regis Toronto, dawniej Trump International Hotel and Tower – drugi pod względem wysokości wieżowiec Kanady, zlokalizowany w Toronto, w prowincji Ontario, w dzielnicy Financial District.
The St. Regis Toronto znajduje się przy 325 Bay Street (skrzyżowanie ulicy Bay Street i Adelaide Street). Budowa budynku rozpoczęła się w 2007 roku, a zakończona została w 2011 roku. Budynek został otwarty w 2012 roku. Jest to obiekt wielofunkcyjny, obejmujący zarówno funkcję hotelową, jak i mieszkalną z dodatkowymi przestrzeniami na restauracje i usługi rekreacyjne.

## Architektura
Architektura budynku łączy rozwiązania modernistyczne z elementami nawiązującymi do sąsiednich zabytkowych konstrukcji wykonanych z wapienia. Szklana wieża osadzona jest na kontrastującej kamiennej podstawie, stanowiącej formę odniesienia do otaczającej zabudowy. Narożnik budynku wyróżnia rzeźba świetlna, rozciągająca się od poziomu chodnika do szczytu iglicy.
Projekt budynku został opracowany z uwzględnieniem efektywności energetycznej i wykorzystania przestrzeni. W ramach systemu chłodzenia zastosowano Enwave District Heating and Cooling System, który wykorzystuje zimną wodę z jeziora Ontario. Piętra hotelowe oraz kondominium zaprojektowano jako przestrzenie wolne od kolumn, dzięki zastosowaniu technologii betonu sprężonego. Budynek został wzniesiony na działce o wymiarach 45 na 34 metry. Jego układ funkcjonalny obejmuje oddzielne wejścia oraz wjazdy dla samochodów i pojazdów serwisowych, zadaszony podjazd typu porte-cochère, lobby hotelowe i strefę mieszkalną, a także przestrzeń handlową. Parking, zlokalizowany nad lobby hotelowym i pomiędzy częścią hotelową a mieszkalną, wyposażono w systemy z podnośnikami (stackery), umożliwiające parkowanie pojazdów jeden nad drugim.

## Funkcja
Wieżowiec zawiera 261 pokoi hotelowych, usytuowanych na niższych kondygnacjach budynku. Do dostępnych dla gości udogodnień należą spa, centrum fitness, basen z wodą solankową, sauna oraz łaźnie parowe. W budynku znajdują się też apartamenty mieszkalne, przestrzeń na parking oraz lokale usługowe, w tym gastronomiczne.

## Dane techniczne
Budynek ma wysokość architektoniczną wynoszącą 276,9 metra, natomiast wysokość do najwyższego piętra użytkowego wynosi 218,5 metra. Dach budynku znajduje się na wysokości 252 metrów.
Według stanu na 2020 rok, budynek jest drugim najwyższym wieżowcem w mieście oraz w kraju. W klasyfikacji wysokościowej całej Ameryki Północnej zajmuje 51. miejsce, natomiast na świecie znajduje się na 363. pozycji.

## Historia

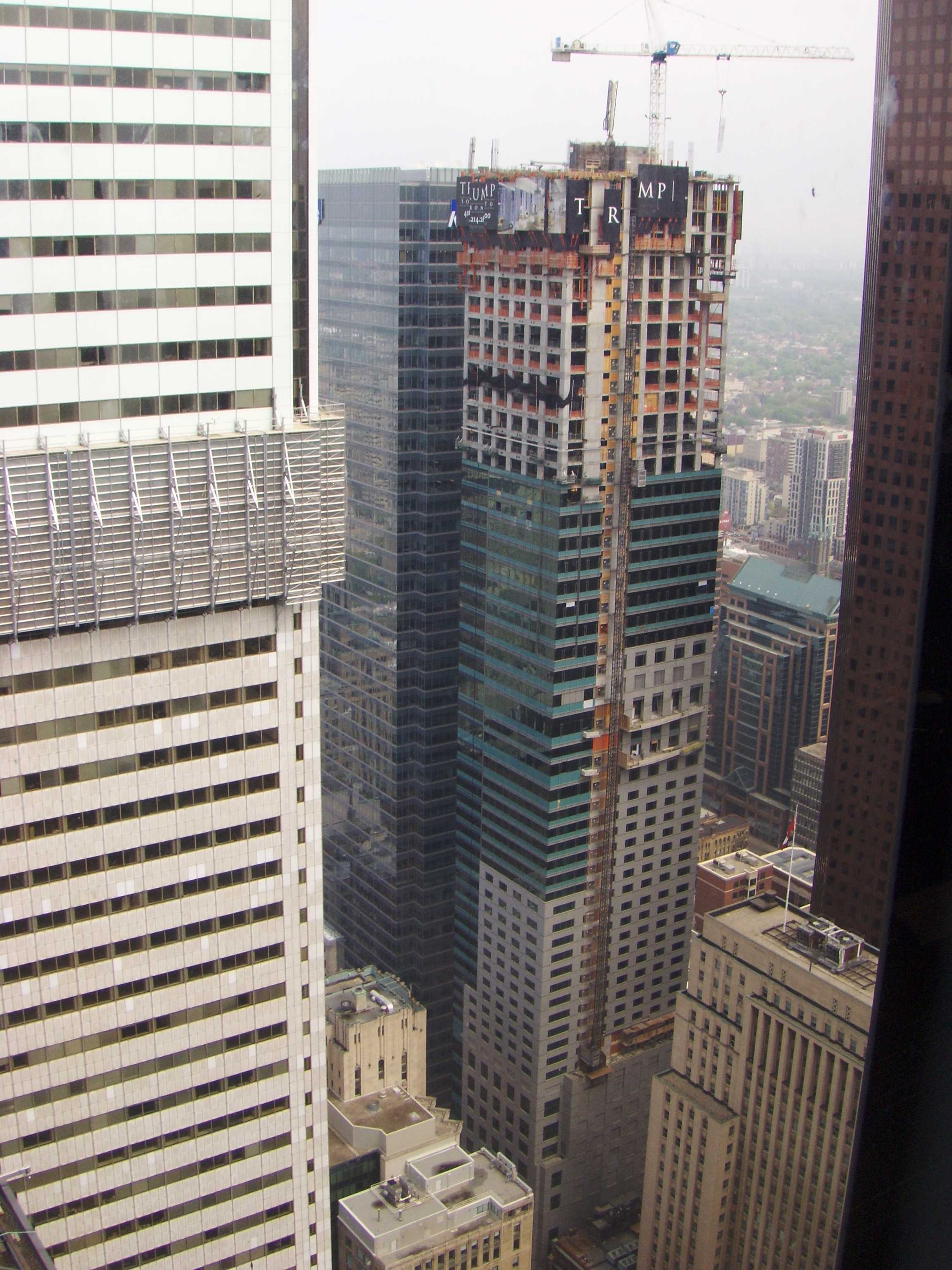
Budynek podczas budowy w 2011 roku

Pierwotny projekt zakładał budowę obiektu o wysokości 70 pięter, który miał obejmować hotel Ritz-Carlton. Po wycofaniu się sieci Ritz-Carlton w 2002 roku, projekt został zmodyfikowany. Liczbę pięter zmniejszono do 57, a hotel przekształcono w 5-gwiazdkowy obiekt. Budynek zawiera także 118 apartamentów mieszkalnych. Pierwotne plany iluminowanej kopuły o wysokości 100 stóp (około 30 metrów) porzucono na etapie projektowym.
Prace projektowe rozpoczęły się formalnie 12 października 2007 roku, na kilka miesięcy przed wybuchem światowego kryzysu finansowego. Do problemów wykonawczych zaliczały się m.in. trudności z inwestorami, w tym irlandzkimi finansistami, którzy wycofali się z projektu, oraz wysokie koszty wykopów, które uniemożliwiły realizację planów połączenia wieży z torontońskim systemem podziemnym PATH. Z tego powodu projekt wielokrotnie napotykał na opóźnienia i wątpliwości co do jego realizacji.
Budynek powstał w wyniku współpracy Talon International Development oraz The Trump Organization, a za jego realizację odpowiedzialne było biuro Zeidler Partnership Architects. Funkcję głównego inżyniera konstrukcyjnego pełniła firma Halcrow Yolles, natomiast za instalacje mechaniczne, elektryczne i sanitarne odpowiadały firmy H.H. Angus & Associates Limited oraz Hidi Rae Consulting Engineers Inc. Nadzór nad realizacją budowy sprawowały firmy Brookfield Multiplex oraz LCL Builds, a generalnym wykonawcą była firma BLT Construction. Budowa wieżowca zakończyła się w 2011 roku, a rok później budynek został otwarty.

## Kontrowersje

### Niewypłacalność dewelopera
W październiku 2016 roku firma JCF Capital ULC, która nabyła pożyczkę budowlaną związaną z wieżowcem, ogłosiła zamiar uzyskania zgody sądowej na sprzedaż budynku na podstawie ustawy o upadłości i niewypłacalności w celu odzyskania należności w wysokości 301 milionów dolarów.
4 listopada 2016 roku Sąd Najwyższy Ontario zatwierdził wniosek o wyznaczenie syndyka. Sąd wyraził również zgodę na przeprowadzenie aukcji budynku, która miała miejsce w marcu 2017 roku. W jej trakcie jedyną zgłoszoną ofertą była tzw. oferta stalking horse, nie zgłosili się natomiast żadni inni oferenci.

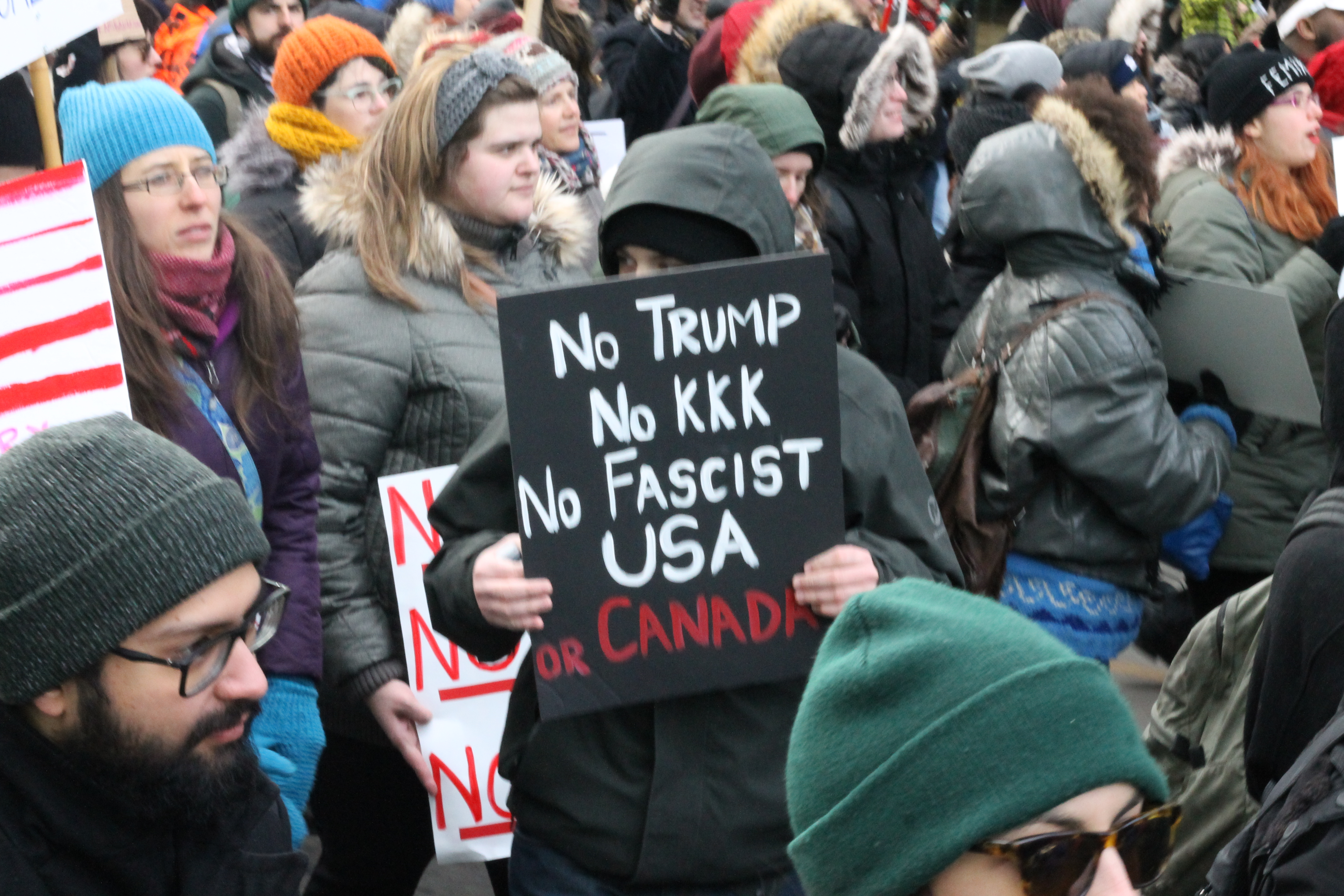
Protest przeciwko Donaldowi Trumpowi w Toronto (2016)

### Nazwa
W grudniu 2015 roku Josh Matlow, radny Toronto reprezentujący okręg 22, zainicjował petycję w sprawie zmiany nazwy budynku. Powodem były kontrowersyjne wypowiedzi Donalda Trumpa w początkowej fazie jego kampanii prezydenckiej. Matlow argumentował, że zmiana nazwy pozwoliłaby firmie Talon International Development, a pośrednio również miastu Toronto, odciąć się od osoby Trumpa oraz jego kontrowersyjnych wypowiedzi.
Po wyborze Donalda Trumpa na prezydenta USA budynek stał się miejscem protestów przeciwko niemu, mimo że Trump nie był właścicielem obiektu, a jedynie udzielił licencji na wykorzystanie swojego nazwiska w ramach umowy zarządzającej.
W marcu 2017 roku firma JCF Capital ULC, będąca wspólnym przedsięwzięciem Juniper Capital Partners oraz Cowie Capital Partners, nabyła budynek za kwotę 298 milionów dolarów. Przedmiotem transakcji były 211 jednostek hotelowych, 74 apartamenty mieszkalne oraz większość przestrzeni komercyjnych, handlowych i rekreacyjnych. 27 czerwca 2017 roku JCF Capital zawarła porozumienie o wykupieniu kontraktu zarządczego od Trump Organization, co skutkowało rezygnacją z używania marki Trump w odniesieniu do hotelu. Według doniesień agencji Bloomberg, obiekt miał zostać przemianowany na markę St. Regis, należącą do sieci Marriott International.
29 czerwca 2017 roku firma InnVest Hotels LP nabyła hotel od JCF Capital za nieujawnioną kwotę. Ogłoszono, że 65-piętrowy budynek przejdzie znaczącą renowację, a po jej zakończeniu zostanie przemianowany na The St. Regis Toronto. Przed rozpoczęciem procesu renowacji i rebrandingu, obiekt był tymczasowo zarządzany przez Marriott International jako The Adelaide Hotel Toronto, bez formalnego przypisania do którejkolwiek z marek sieci.

### Powiązania z Rosją
Budynek oraz biznesmen Alexander Shnaider zostali wskazani jako istotne ogniwa w domniemanym powiązaniu finansowym pomiędzy prezydentem USA Donaldem Trumpem a rosyjskim rządem. Według źródeł zaznajomionych ze sprawą, w 2017 roku Shnaider, rosyjsko-kanadyjski deweloper i jeden ze wspólników Trumpa, miał sfinansować rozwój hotelu poprzez sprzedaż udziałów swojej firmy w ukraińskim przedsiębiorstwie hutniczym za kwotę 850 milionów dolarów. Nabywcą tych udziałów był podmiot finansowany przez Wnieszekonombank (VEB), instytucję powiązaną z rządem Federacji Rosyjskiej. Donald Trump stanowczo zaprzeczył tym doniesieniom, oświadczając w lutym 2017 roku, że „żadna z osób, z którymi współpracuję, nie ma powiązań z Rosją”.